# Wadō (Ära)
Wadō (japanisch 和銅) ist eine japanische Ära (Nengō) von  Februar 708 bis Oktober 715 nach dem gregorianischen Kalender. Der vorhergehende Äraname ist Keiun, die nachfolgende Ära heißt Yōrō. Die Ära fällt in die Regierungszeit der Kaiserin (Tennō) Gemmei.
Der erste Tag der Wadō-Ära entspricht dem 7. Februar 708, der letzte Tag war der 2. Oktober 715. Die Wadō-Ära dauerte acht Jahre oder 2795 Tage.

## Ereignisse
- 708 Erste japanische Münze Wadō-kaichin (和同開珎)
- 710 Verlegung der Hauptstadt nach Heijō-kyō
- 712 Ō no Yasumaro vollendet das Kojiki
- 713 Anordnung zur Erstellung des Fudoki